# Göteborgs Förenade Studentkårer
Göteborgs Förenade Studentkårer (GFS) är en ideell samarbetsorganisation för studentkårerna i Göteborg som bildades 1929. GFS arbetar för att på olika sätt förbättra studenternas situation i Göteborg, bland annat genom att erbjuda stöd och hjälp inom det studiesociala området såsom juridisk rådgivning. En annan uppgift för GFS är att skapa mötesplatser för diskussion och erfarenhetsutbyte mellan studentkårer, kommun, region och näringsliv. I detta arbete ingår att gemensamt arbeta för att Göteborg utvecklas som studentstad och att göra kommunen och andra aktörer i regionen uppmärksamma på studenterna och deras situation.

## Organisation
GFS styrelse är det högsta beslutande organet. Varje medlemskår väljer en ordinarie ledamot och en suppleant till styrelsen. Presidiet väljs på ett valmöte under våren för en period om ett år. GFS äger genom Göteborgs Studenters Företagsgrupp AB bolagen Fysiken och Akademihälsan, och GFS tillsätter delar av styrelsen i GSF, Fysiken och Akademihälsan. GFS var medstiftare till Stiftelsen Göteborgs Studentbostäder och tillsätter tre av styrelsens sju ledamöter.